# Janusz Gerlecki

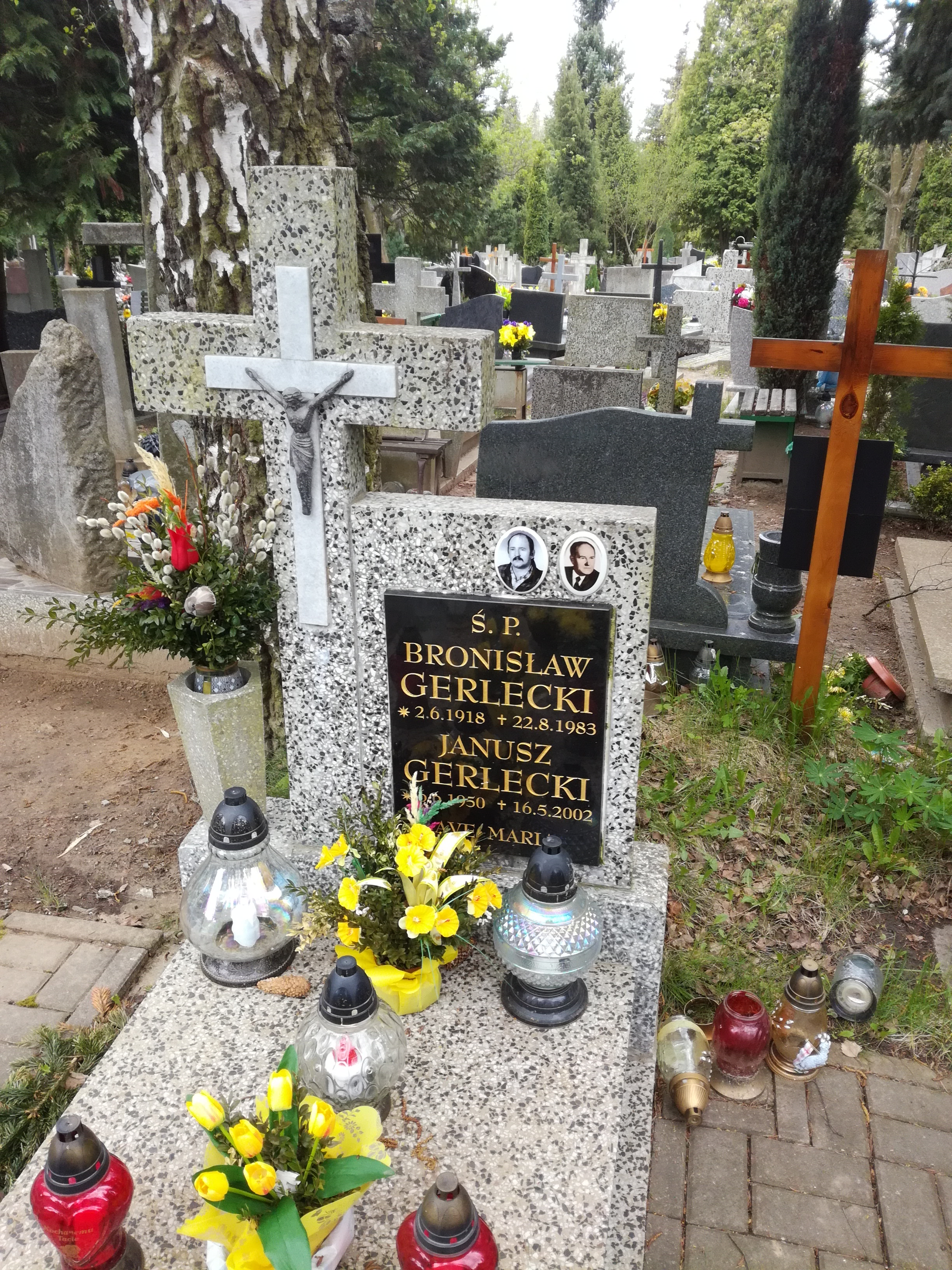
Grób Janusza Gerleckiego na Cmentarzu Łostowickim

Janusz Gerlecki (ur. 6 czerwca 1950, zm. 16 maja 2002) – polski bokser, trzykrotny mistrz Polski.
Występował w wadze ciężkiej (powyżej 81 kg). Został w niej mistrzem Polski w 1972, 1973 i 1975, wicemistrzem w 1971 oraz brązowym medalistą w 1974. Zdobył drużynowe mistrzostwo Polski z Legią Warszawa w 1971.
W 1973 wystąpił w reprezentacji Polski w meczu Jugosławią,  ponosząc porażkę.
Występował w Stoczniowcu Gdańsk, Legii Warszawa i ponownie w Stoczniowcu Gdańsk.
Zmarł w maju 2002. Został pochowany na Cmentarzu Łostowickim w Gdańsku.
Jego syn Michał Gerlecki jest również znanym bokserem, dwukrotnym wicemistrzem Polski.